# 트루히요주

트루히요 주의 위치

트루히요주(스페인어: Estado Trujillo)는 베네수엘라 서부에 위치한 주로 주도는 트루히요이며 면적은 7,400km2, 인구는 711,400명(2007년 기준)이다. 1899년에 신설되었으며 20개 지방 자치체를 관할한다. 북쪽으로는 술리아 주와 라라 주, 남쪽으로는 메리다 주와 바리나스 주, 동쪽으로는 포르투게사 주, 서쪽으로는 마라카이보호와 접한다.

## 같이 보기
- 베네수엘라의 주